# قائمة أنواع الأسروة
يوجد عدة أنواع من جنس الأسروة:	
- أسروة باهتة (الاسم العلمي: Aseroe pallida)
- أسروة جونجونية (الاسم العلمي: Aseroe junghuhnii)
- أسروة جينوفية (الاسم العلمي: Aseroe genovefae)
- أسروة حمراء (الاسم العلمي: Aseroe rubra)
- أسروة خضراء (الاسم العلمي: Aseroe viridis)
- أسروة خماسية الأشعة (الاسم العلمي: Aseroe pentactina)
- أسروة سيلانية (الاسم العلمي: Aseroe zeylanica)
- أسروة شعاعية (الاسم العلمي: Aseroe actinobola)
- أسروة عنكبوتية (الاسم العلمي: Aseroe arachnoidea)
- أسروة قرمزية (الاسم العلمي: Aseroe coccinea)
- أسروة كأسية الشكل (الاسم العلمي: Aseroe poculiformis)
- أسروة لسورسيانية (الاسم العلمي: Aseroe lysuroides)
- أسروة متعددة الأشعة (الاسم العلمي: Aseroe multiradiata)
- أسروة مجعدة (الاسم العلمي: Aseroe corrugata)
- أسروة مقعرة (الاسم العلمي: Aseroe calathiscus)
- أسروة مولريانية (الاسم العلمي: Aseroe muelleriana)
- أسروة هوكرية (الاسم العلمي: Aseroe hookeri)
- أسروة وردية (الاسم العلمي: Aseroe floriformis)